# Västmanland
Västmanland (câteodata cunoscută ca Vestmania) este o provincie a Suediei. Teritoriul acestei provincii corespunde în prezent regiunii administrative Västmanlands län.

## Län
- Västmanland
- Örebro

## Orașe
- Arboga
- Fagersta
- Hallstahammar
- Heby
- Kungsör
- Köping
- Norberg
- Sala
- Skinnskatteberg
- Surahammar
- Västerås